# Adelognathus formosus
Adelognathus formosus är en stekelart som beskrevs av Dmitriy R. Kasparyan 1990. Adelognathus formosus ingår i släktet Adelognathus och familjen brokparasitsteklar. Inga underarter finns listade i Catalogue of Life.